# Amphimallon pini
Amphimallon pini (Olivier, 1789) è un coleottero appartenente alla famiglia degli scarabaeidae (sottofamiglia melolonthinae).

## Descrizione

### Adulto
A. pini si presenta come un coleottero di dimensioni medie, comprese tra i 14 e i 18 mm di lunghezza. Presenta un corpo tozzo, di color marrone, con i maschi che tendono a essere più scuri delle femmine. Inoltre, sono dotati di antenne leggermente più sviluppate.

### Larva
Le larve si presentano come dei vermi bianchi dalla forma a "C". Le tre paia di zampe e il capo sono sclerificati.

## Biologia
Gli adulti compaiono in periodi differenti, a seconda della posizione geografica in cui ci si trova. Anche le loro abitudini sono variabili: in alcune località, come la Valle d'Aosta sono attivi al crepuscolo, mentre altrove volano al pomeriggio. Generalmente predilige ambienti montani.

## Distribuzione
A. pini è reperibile dall'Italia nord-occidentale fino al Marocco, passando per il sud della Francia e l'est della Spagna.